# Йозеф Вендель
Йозеф Вендель (нім. Joseph Wendel; 27 травня 1901, Бліскастель, Німецька імперія — 31 грудня 1960, Мюнхен, ФРН) — німецький кардинал. Титулярний єпископ Лебессо і коад'ютор Шпаєра, з правом успадкування, з 4 квітня 1941 по 4 червня 1943 року. Єпископ Шпаєра з 4 червня 1943 року по 9 серпня 1952 року. Архієпископ Мюнхена і Фрайзінга з 9 серпня 1952 по 31 грудня 1960. Кардинал-священик з 12 січня 1953 року, з титулом церкви Санта-Марія-Нуово з 15 січня 1953 року.